# Towarzystwo Przemytników Książek Garšviai

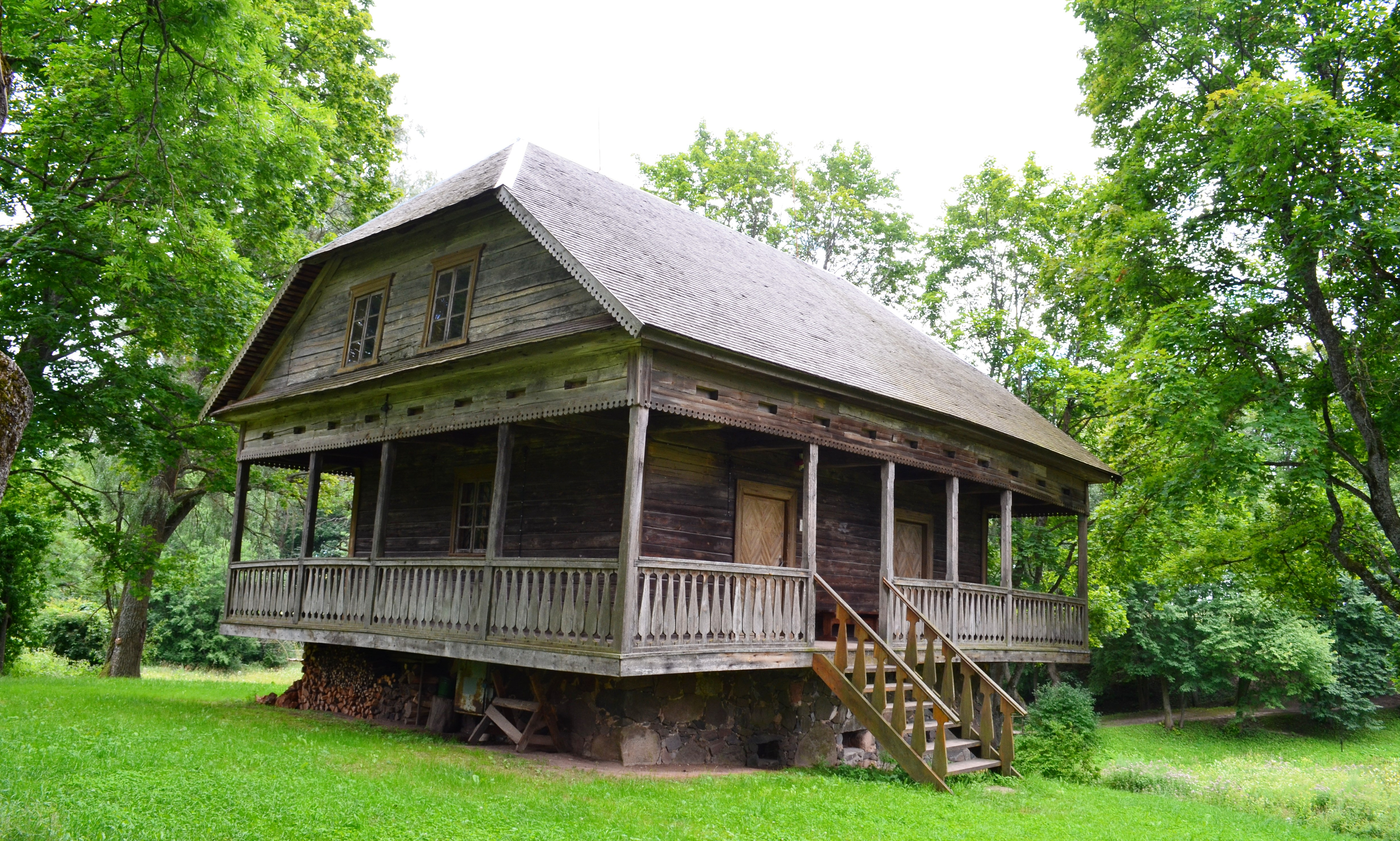
Dawny spichlerz we wsi Ustronė wykorzystywany jako kryjówka Towarzystwa Garšviai. Obecnie muzeum poświęcone Juozasowi Tumasowi-Vaižgantasowi i przemytnikom książek

Towarzystwo Przemytników Książek Garšviai – nielegalne stowarzyszenie litewskich przemytników książek, działające w latach ok. 1883 do 1895, w okresie litewskiego zakazu prasowego wprowadzonego w 1864 roku.

## Opis
Jedno z najstarszych litewskich stowarzyszeń przemytników książek. Działało od około 1883 do 1895 roku i było jednym z najdłużej działających stowarzyszeń. Jego siedziba znajdowała się w domu Kazysa Ūdry we wsi Garšviai niedaleko Naujamiestis w rejonie Poniewieża. Kierowane przez Ūdrę i Jurgisa Bielinisa stowarzyszenie zorganizowało sieć zaufanych współpracowników, którzy kupowali publikacje w Prusach Wschodnich, przemycali je przez granicę prusko-rosyjską i rozprowadzali w środkowej Litwie (głównie w okolicach Poniewieża i Birż). W sumie historyk Antanas Tyla zarejestrował 54 osoby jako członków lub współpracowników. Stowarzyszenie przemycało zarówno książki, jak i czasopisma, dostarczając je prenumeratorom, choć były one szczególnie niebezpieczne – wymagały częstego przemytu i były uważane za antycarskie teksty polityczne, za które groziły znacznie surowsze wyroki niż za przemyt „niewinnych” tekstów z modlitwami religijnymi lub poradami rolniczymi. Przez prawie dekadę towarzystwo unikało poważniejszych kłopotów prawnych. W lutym i kwietniu 1894 r. stowarzyszenie poniosło straty finansowe z powodu konfiskaty mienia, ale udało mu się uniknąć szerszego dochodzenia policyjnego. W listopadzie 1894 r. i kwietniu 1895 r. dwóch członków stowarzyszenia – Antanas Bružas i Andrius Bielinis – zostało aresztowanych i skazanych na karę więzienia i wygnanie, ale policja nie odkryła ich powiązań z Towarzystwem Garšviai.

## Organizacja i członkowie

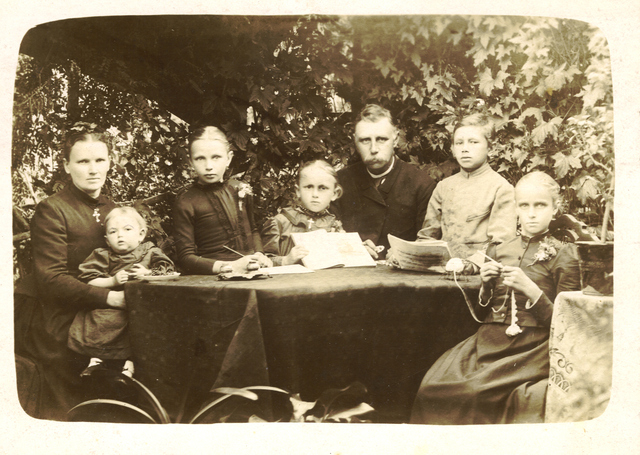
Rodzina przemytnika książek, Tomasa Paliulisa.Vabalninkas,1895 r.

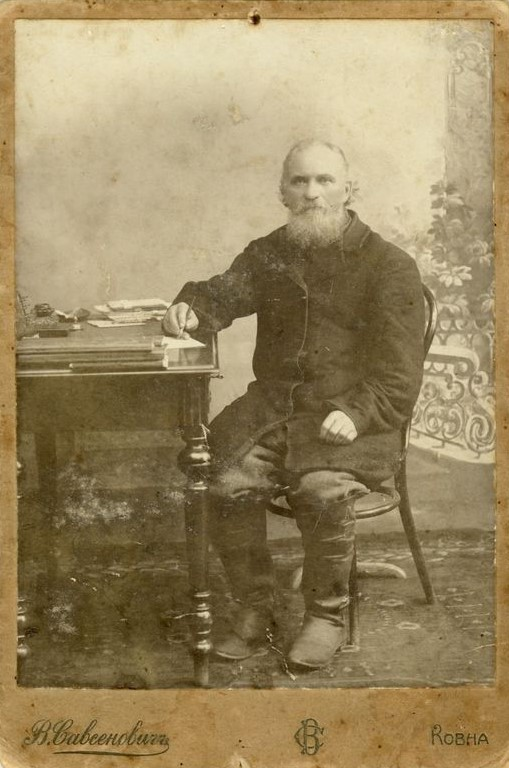
Jurgis Bielinis

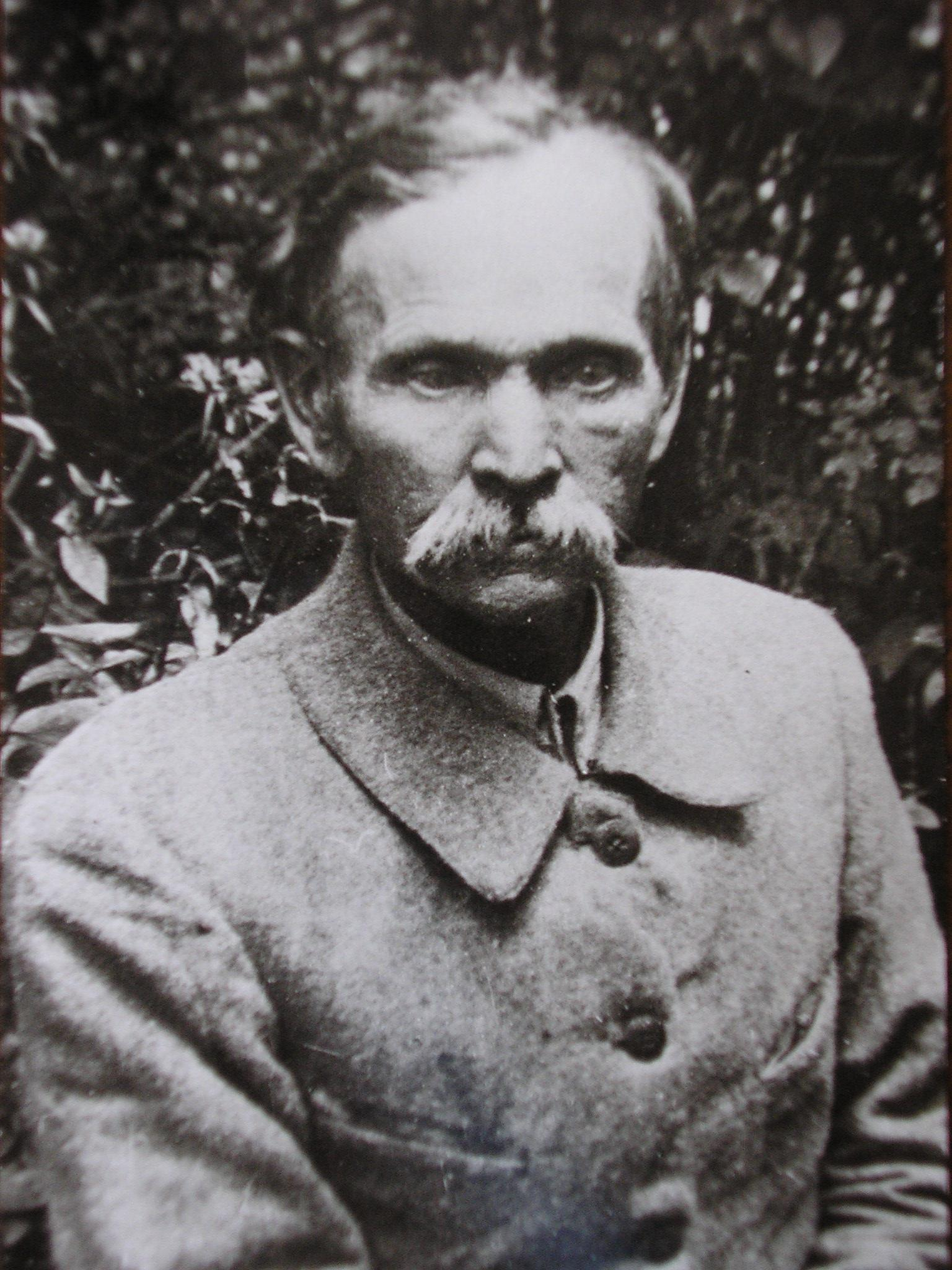
Kazys Ūdra

Zakaz prasy litewskiej został uchwalony w 1864 r., aby ułatwić rusyfikację po nieudanym powstaniu 1863 roku. Litewskie teksty w tradycyjnym alfabecie łacińskim były surowo zabronione, podczas gdy litewskie teksty w cyrylicy były wspierane i finansowane przez rząd carski.
Litwini zaczęli publikować litewskie teksty w Prusach Wschodnich i przemycać je na Litwę. Mieszkańcy wsi Garšviai dowiedzieli się o nielegalnej prasie około 1882 r., kiedy otrzymali kilka litewskich książek za pośrednictwem Jonasa Venckavičiusa, który wówczas pracował w Petersburgu. Ūdra kierował werbowaniem Venckavičiusa do pomocy w dystrybucji nielegalnej prasy i szukał kontaktów z istniejącymi przemytnikami książek. Po spotkaniu z Jurgisem Bielinisem, Venckavičius zgodził się na współpracę. Zwerbowali innych, w tym Juozasa Neteckisa, Vincasa Kazanauskasa, Juozasa Sakalauskasa, Jonasa Račiūnasa. Około 1885 r. mężczyźni wpłacili po 200 rubli na zakup większej liczby książek. Księgowością zajmował się Adomas Lalukas, a członkowie prawdopodobnie korzystali z polskiej broszury na temat organizacji i prowadzenia stowarzyszenia. 
Towarzystwo miało około dziewięciu prawdziwych członków (tych, którzy wnieśli wkład do kapitału organizacji) i wielu współpracowników, którzy w taki czy inny sposób pomagali w przemycie, ukrywaniu i dystrybucji publikacji lub udzielali schronienia przemytnikom. W sumie historyk Antanas Tyla zarejestrował 54 osoby jako członków lub współpracowników. Inne źródła podają liczbę 58. Stowarzyszeniem prawdopodobnie kierował Bielinis (pseudonim Minister), a jego prawą ręką był Kazys Ūdra. Stowarzyszenie posiadało kilka skrytek z publikacjami w pobliskich wioskach. Największa znajdowała się w gospodarstwie Jurgisa Dilkusa w Baibokai. Znajdowała się tam również dokumentacja stowarzyszenia, która jednak została zniszczona po aresztowaniach w 1895 r. Siedzibą stowarzyszenia był dom Ūdry, w którym przez kilka lat mieszkali Bielinis i Ladukas.

## Działalność przemytnicza

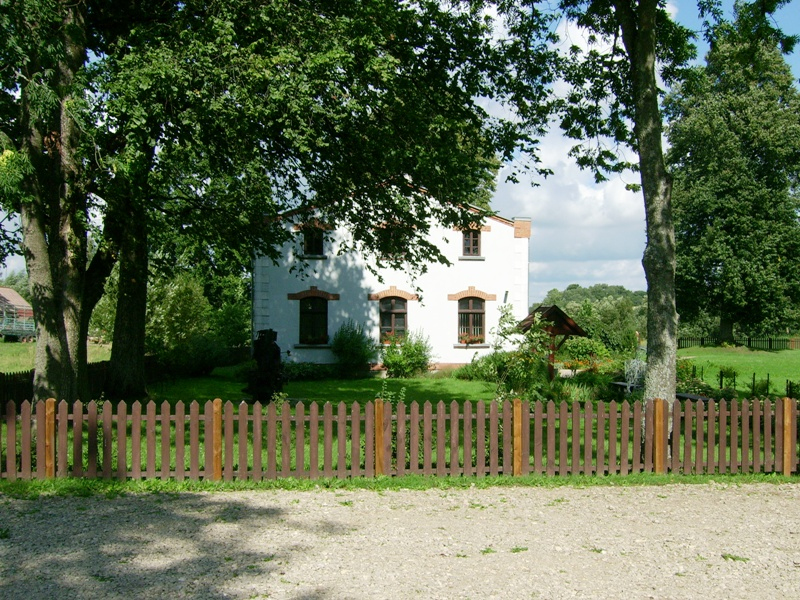
Siedziba drukarni Martynasa Januksa

Bielinis, Ūdra i inni kupowali publikacje głównie z drukarni Otto von Mauderode’a w Tylży (jego faktury nie zachowały się), a znacznie mniej od Martynasa Jankusa w Bitėnai (jego faktury zachowały się). Często szli pieszo do Prus Wschodnich, co zajmowało około dwóch tygodni Następnie musieli wynająć wozy do transportu książek do granicy, miejscowych chłopów do przenoszenia worków przez granicę, a wreszcie – zorganizować jeszcze więcej wozów, aby przetransportować książki w głąb Litwy. Ten system transportu był często organizowany przez Antanasa Bružasa, który miał legalne pozwolenie na przekraczanie granicy prusko-rosyjskiej. W pewnym momencie stowarzyszenie mogło przemycić około 15 worków publikacji, których zakup kosztował około 400 rubli. Według wspomnień Sakalauskasa, przewoził on dwa wozy publikacji prawie co miesiąc, ale nie zachowało się wystarczająco dużo zapisów, aby określić przynajmniej przybliżoną liczbę podróży do Prus. Stowarzyszenie przyjmowało prenumeraty litewskich czasopism i regularnie je przemycało, nie czekając na większy transport. Publikacje były następnie rozprowadzane wśród różnych lokalnych kolporterów i sprzedawców. Niektórzy z nich docierali do Garšviai, podczas gdy członkowie stowarzyszenia dostarczali paczki innym.
Działania siatki objęły obszar środkowej Litwy w przybliżeniu między Żejmelami, Krokami, Kowarskiem, Użpolem i Nemunėlio Radviliškis, chociaż niektóre publikacje dotarły też do Kowna, Mitawy, Rygi, Grodna, Sankt Petersburga, Moskwy, a nawet Stanów Zjednoczonych.
Stowarzyszenie wyceniało przemycane publikacje na około 50%, choć ceny różniły się w zależności od publikacji i liczby sprzedawców. Wiele sprzedaży było dokonywanych na rachunek z obietnicą późniejszego zwrotu pełnej kwoty, podczas gdy stowarzyszenie ponosiło straty z powodu działań policji (łapówki dla policjantów i utrata skonfiskowanego mienia). Ogólnie rzecz biorąc, przemyt książek nie był zbyt dochodowym zajęciem, a Ūdra miał osobiste długi, podczas gdy inni członkowie stali się żebrakami. Sporadycznie stowarzyszenie otrzymywało również darowizny finansowe lub zarabiało na innych działaniach (np. eskortowaniu emigrantów do granicy pruskiej).
Najpopularniejszymi czasopismami były „Ūkininkas” i „Žemaičių ir Lietuvos apžvalga”, choć rozprowadzano również „Vienybė lietuvninkų” wydawane dla litewskich Amerykanów i „Lietuwißka Ceitunga” dla pruskich Litwinów. W sumie stowarzyszenie dystrybuowało około 17 różnych litewskich periodyków.
Na podstawie zachowanych faktur Martynasa Jankusa i list książek skonfiskowanych przez policję, najpopularniejszymi książkami były modlitewniki religijne (Jankus nie drukował zbyt wielu tekstów religijnych), teksty historyczne i kulturalne oraz beletrystyka Teksty religijne były bardzo popularne i cieszyły się dużym popytem, a stowarzyszenie mogło pobierać większe opłaty. Teksty historyczne i kulturalne obejmowały prace Jonasa Basanavičiusa, Konstancji Skirmuntt, Maironisa, Petrasa Vileišisa, Simonasa Daukantasa, tłumaczenie historii Europy Edwarda Augustusa Freemana itp. Kategoria edukacyjna obejmowała głównie różne broszury autorstwa Petrasa Vileišisa. Towarzystwo kupowało również niesprzedane kalendarze, odrywało strony z datami, a pozostały tekst wykorzystywało jako bonus lub podziękowanie. Teksty rolnicze to głównie różne dodatki drukowane przez Ūkininkasa i broszury Petrasa Vileišisa. Stowarzyszenie zakupiło również 765 egzemplarzy broszury o interpretacji snów. Policja była bardziej pobłażliwa i tolerancyjna wobec tekstów niepolitycznych, tj. religijnych, rolniczych, edukacyjnych i beletrystycznych. Inne teksty, w tym wszystkie czasopisma, były często uważane za antycarskie i mogły podlegać surowym wyrokom więzienia i wygnaniu.
| Kategorie książek dystrybuowanych przez Towarzystwo Garšviai                          | Zakupione od Martynasa Jankusa | Zakupione od Martynasa Jankusa | Skonfiskowane przez policjęa | Skonfiskowane przez policjęa |
| Kategorie książek dystrybuowanych przez Towarzystwo Garšviai                          | Tytuły                         | Liczba egezmplarzy             | Tytuły                       | Liczba egzemplarzy           |
| ------------------------------------------------------------------------------------- | ------------------------------ | ------------------------------ | ---------------------------- | ---------------------------- |
| religia                                                                               | 12                             | 780 (6,5%)                     | 47                           | 835 (27,4%)                  |
| historia, kultura, języki                                                             | 25                             | 2198 (18,3%)                   | 9                            | 653 (21,4%)                  |
| beletrystyka                                                                          | 19                             | 4103 (34,1%)                   | 2                            | 309 (10,1%)                  |
| edukacja                                                                              | 10                             | 1261 (10,5%)                   | 14                           | 236 (7,7%)                   |
| podręczniki, elementarze                                                              | 6                              | 1774 (14,7%)                   | 6                            | 180 (6%)                     |
| kalendarze                                                                            |                                |                                | 3                            | 541 (17,7%)                  |
| rolnictwo                                                                             | 7                              | 1144 (9,5%)                    | 10                           | 152 (4,9%)                   |
| Inne                                                                                  | 1                              | 765 (6,4%)                     | 9                            | 146 (4,8%)                   |
| Razem                                                                                 | 80                             | 12025                          | 111                          | 3052                         |
| a Nie zawiera ok. 2068 książek skonfiskowanych w lutym 1894 r. (brak dokładnej listy) |                                |                                |                              |                              |

W 1894 r. Justinas Kulikauskas zakupił za pośrednictwem Martynasa Jankusa małą ręczną prasę drukarską, aby stowarzyszenie mogło drukować własne odezwy. Została ona przywieziona do Garšviai, ale policyjne rewizje i aresztowania nie pozwoliły na jej obsługę. Bielinis zabrał prasę do Gripkeliai, gdzie opublikował jeden numer swojej gazety Baltasis erelis.

## Problemy prawne

### Pierwsze policyjne śledztwo

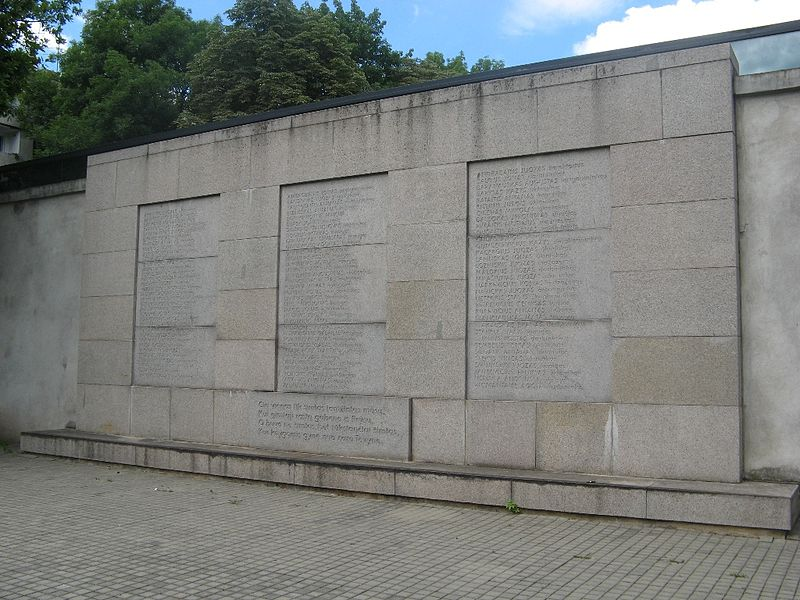
Ściana Przemytników Książek w Kownie. Upamiętnia 100 nazwisk, w tym 11 związanych z Towarzystwem Garšviai

Przez prawie dekadę stowarzyszenie nie miało poważnych problemów z policją. Tylko Bielinis został złapany i pobity przez pruskie patrole graniczne około 1891 r. Miejscowy posterunkowy policji w Naujamiestis przymykał oko na przemyt książek.
16 lutego [4 lutego] 1894 r. Bielinis, Bružas i Ūdra przewozili dwa wozy litewskich publikacji. W pobliżu Raseiniai, około 55 km od granicy, zostali zatrzymani przez posterunkowego. Stracili trzy konie, dwa wozy i ponad 4000 litewskich publikacji. Według oficjalnego raportu posterunkowego, zatrzymał on wozy przypadkowo, a trzej mężczyźni uciekli, zanim mógł wyraźnie zobaczyć ich twarze. Według relacji opublikowanej przez Vienybė lietuvninkų, posterunkowy został zaalarmowany przez miejscowego szlachcica. Bružas uciekł, podczas gdy Bielinis i Ūdra przekupili posterunkowego 70 rublami, aby ich wypuścił. Podobny raport został opublikowany w Žemaičių ir Lietuvos apžvalga – raporty te były zbyt otwarte i oczywiste, co utrudniło przemytnikom książek przekupienie policjantów w przyszłości i pomogło policji zidentyfikować trzech mężczyzn w 1895 roku. Policja zbadała doniesienia prasowe o łapówce i doszła do wniosku, że było to nic innego jak kampania oszczerstw i zemsty na posterunkowym.
26 kwietnia [14 kwietnia] 1894 r. sąsiad Ūdry, Nikodemas Škutas, przypadkowo znalazł dwa pakiety litewskich publikacji. Škutas, weteran Armii Imperium Rosyjskiego, nie pochwalał antyrządowych publikacji i pomimo różnych próśb i gróźb oddał pakiety policji. Służby zbadały incydent i przesłuchały Ūdrę i Lalukasa, ale nie przeszukano domu Ūdry. Funkcjonariusze dowiedzieli się o Bielinisie, który nie mógł już mieszkać z Ūdrą, ale nie mogła ustalić jego nazwiska. Sześć dni po oddaniu paczek policja przechwyciła list zaadresowany do Ūdry, w którym proszono go o dostarczenie ośmiu numerów „Varpasa” i litewskich książek. 18 lipca sześciu policjantów przeszukało dom Ūdry. Ūdry w tym czasie nie było w domu, ale policja złapała Vincasa Kazanauskasa, który miał torbę z 30 książkami i 34 czasopismami.
Podczas przeszukania znaleziono 54 numery „Vienybė lietuvninkų”, 407 numerów „Žemaičių ir Lietuvos apžvalga”, dwa listy brata Ūdry ze Stanów Zjednoczonych, w których mówił o przemycie książek, nielegalny kupon loteryjny na budzik i inne przedmioty. Następnego dnia policja przesłuchała jedenastu mężczyzn ze wsi Garšviai: bronili oni Ūdry, twierdząc, że nic nie wiedzą o sieci przemytników książek. Kazanauskas, rozmawiając ze swoim strażnikiem, przyznał się do przemytu książek i istnienia Towarzystwa Przemytu Książek w Garšviai. Sprawa została przekazana komendantowi rejonowemu policji w Poniewieżu, ale (być może z powodu łapówki) pozostawała bez dalszych działań przez około rok. Wznowiono ją dopiero po aresztowaniu Ūdry w czerwcu 1895 r.

### Uwięzienie Antanasa Bružasa i Andriusa Bielinisa
W listopadzie 1894 r. Antanas Bružas przyniósł do swojego domu w Zaltriškiai siedem paczek różnych publikacji. Anonimowy informator zaalarmował policję, która znalazła paczki z 1735 publikacjami. Początkowo winny został ukarany grzywną w wysokości 9,45 rubli, policja odkryła jednak, że 959 z tych publikacji było antycarskich. Bružas został uwięziony w lutym 1895 r. w Taurogach. Sprawa przyciągnęła uwagę Ministerstwa Sprawiedliwości, które otrzymywało alarmujące wiadomości o zwiększonej liczbie antyrządowych tekstów rozpowszechnianych w guberni kowieńskiej i nakazało przeprowadzenie pełnego śledztwa i osądzenia Bružasa. Jego sprawa została zamknięta w ciągu miesiąca, a policja nie ustaliła jego powiązań z Towarzystwem Garšviai. Ponieważ był oskarżony o działania antyrządowe, jego wyrok musiał zostać potwierdzony przez Ministerstwo Sprawiedliwości i cara. W dniu 29 maja [17 maja] 1895 r. car potwierdził wyrok dwóch lat więzienia i trzech lat zesłania do guberni wołogodzkiej. Karę odbywał w więzieniu Kriesty.
Rosjanie długo starali się pozyskać pomoc pruskiej policji w walce z przemytem książek. Baron von Nolde, dowódca rosyjskich wojsk granicznych w Taurogach, poprosił pruskiego policjanta Witschela o pomoc. W dniu 18 kwietnia 1895 r. Andrius Bielinis, młodszy brat Jurgisa Bielinisa, został zatrzymany przez Witschela w Tylży po tym, jak kupił 2754 publikacje i wynajął miejscowego, aby przetransportował je na granicę prusko-rosyjską. Bielinis z zakupionymi książkami został przewieziony do Plikiškė na granicy, przekazany rosyjskiej policji i zatrzymany w Taurogach. Następnego dnia Witschel przekazał trzech innych Litwinów, ale bez publikacji. Ponieważ nie było bezpośrednich dowodów, mężczyźni zostali zwolnieni. Wydawcy i handlowcy z Tylży pozwali Witschela za utracone zyski: policjant odsiedział dziewięć miesięcy w więzieniu. Rosyjska policja prowadziła dochodzenie w sprawie Bielinisa. Funkcjonariusze włożyli wiele wysiłku w odnalezienie Teodorasa Nekrašasa, którego dokumentów tożsamości Bielinis używał w Prusach. Przeszukali też miejsce urodzenia Bielinisa w Purviškiai I, ale nie byłli w stanie ustalić jego powiązań z Towarzystwem Garšviai. Ponieważ Bielinis koloportował wiele antyrządowych publikacji, w tym broszurę o rzezi kroskiej, został skazany na rok więzienia i pięć lat zesłania w guberni wołogodzkiej.

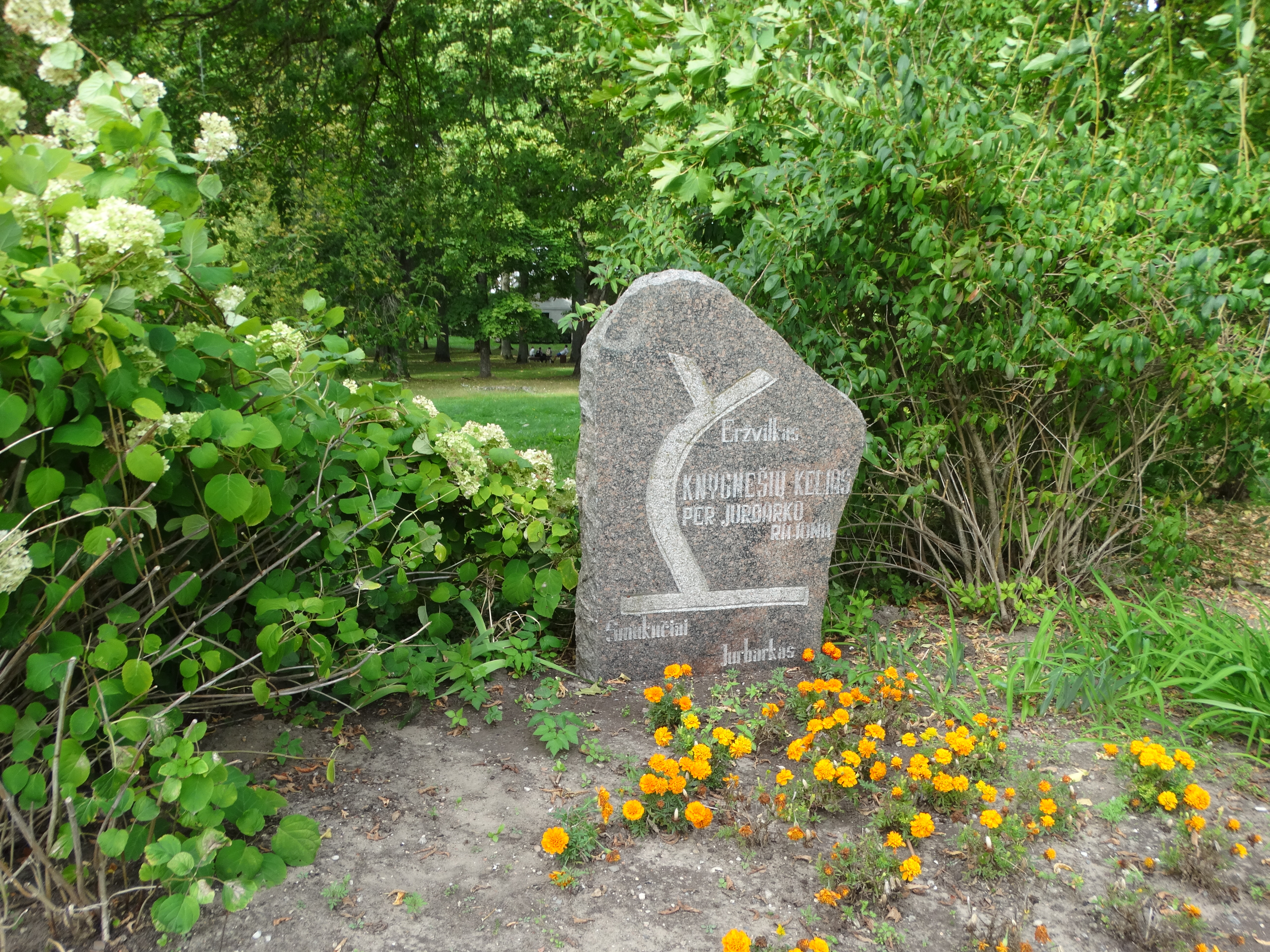
Kamień w Jurbarkas, upamiętniający trasę, jaką wędrowali przemytnicy książek.

### Likwidacja Towarzystwa Przemytników Książek Garšviai
25 czerwca [13 czerwca] 1895 r. Ūdra jechał z Dobejek przez Onikszty do Traszkun, aby wziąć udział w święcie parafialnym Antoniego z Padwy i spotkać się z innymi przemytnikami książek. Policja szukała mordercy i rytunowo zatrzymała Ūdrę na drodze. Znaleziono przy nim 30,5 rubla, dwa listy, w których była mowa o przemycie książek, 166 obrazów religijnych i książkę z litewskimi pieśniami. Ūdra został aresztowany, a sprawa dokładnie zbadana. Udało mu się ostrzec Ladukasa, ale kiedy policja przeszukała dom Ūdry, znaleźli faktury za sprzedane czasopisma, notatnik Ūdry z nazwiskami, adresami i należnymi kwotami, kilka książek i obrazów religijnych. Ladukas został aresztowany. Policja przeszukała również domy Vincasa Kavoliūnasa i Juozasa Ūdry, odpowiednio kuzyna i brata Ūdry, ale znalazła tylko pięć książek religijnych i jeden numer Ūkininkas. Jednocześnie policja odkryła wcześniejszą sprawę przeciwko Ūdrze, która z powodu zaniedbań policji przez rok leżała u komendanta rejonowego policji w Poniewieżu. Policja połączyła sprawy i wszczęła śledztwo przeciwko pięciu mężczyznom – braciom Ūdra, Ladukasowi, Kavoliūnasowi i Kazanauskasowi.
Notatnik Ūdry dostarczył policji listę nowych nazwisk do zbadania. Policja przesłuchała 24 osoby i ustaliła kolejnych członków Towarzystwa Garšviai – Jurgisa Bielinisa, Antanasa Bružasa, Kazysa Domarkasa i Jonasa Trūsasa. Służbom udało się również ustalić tożsamość trzech mężczyzn, którzy zostali zatrzymani w pobliżu Raseiniai w lutym 1894 roku. Policja nie znalazła jednak wystarczających dowodów przeciwko Juozasowi Ūdrze i Kavoliūnasowi i oskarżenia zostały wycofane. Ogólnie rzecz biorąc, mężczyźni nie współpracowali w śledztwie i próbowali wymieniać tylko tych, którzy nie ucierpieliby z powodu policyjnych prześladowań, np. zmarłego miesiąc wcześniej Jurgisa Dilkusa czy Justinasa Kulikauskasa, który wyemigrował do Stanów Zjednoczonych.
Policja nie odnalazła Jurgisa Bielinisa i uniknął on procesu. Pozostali byli sądzeni za posiadanie i rozpowszechnianie literatury antyrządowej. Sąd w Wilnie zaproponował wyroki, które zostały wydłużone przez Ministerstwo Sprawiedliwości i cara w październiku 1896 r. Ūdra został skazany na dwa lata więzienia i pięć lat zesłania na wschodnią Syberię. Bružas otrzymał dodatkowe dwa lata zesłania. Za publikacje skonfiskowane w okolicach Rosień w lutym 1894 r. groziły im dodatkowe wyroki, ale w październiku 1897 r. policja postanowiła umorzyć sprawę. Już wcześniej groziły im najsurowsze wyroki dla litewskich przemytników książek. Kazanauskas i Labukas otrzymali dwa lata więzienia i pięć lat zesłania do guberni wołogodzkiej. Domarkas został zamknięty na pół roku w klasztorze w Kretyndze, a Trūsas otrzymał rok więzienia. Zabroniono im poza tym mieszkać w Kraju Północno-Zachodnim, Południowo-Zachodnim i Kraju Nadwiślańskim oraz poddano ich nadzorowi policyjnemu na okres pięciu lat.
Ūdra karę więzienia odbywał w więzieniu w Poniewieżu, a następnie został zesłany do Czurapczy na wschód od Jakucka. Na Litwę powrócił w 1902 r. Początkowo mieszkał w Suwałkach, a następnie powrócił do rodzinnego Garšviai, gdzie współpracował z Juozasem Tumasem-Vaižgantasem, który w tym czasie pełnił posługę kapłańską w Vadaktėliai i Sidabravas oraz redagował Tėvynės sargas. Bružas został zesłany do Olokminska. Na krótko powrócił na Litwę w 1902 r., a później mieszkał w Rosji. Kazanauskas i Labukas odbywali karę więzienia w więzieniu Kriesty. Kazanauksas został zesłany do Solwyczegodska i Archangielska. Po powrocie na Litwę nielegalnie uczył dzieci języka litewskiego. Labukas został zesłany do Jaranska i powrócił na Litwę w 1900 r., gdzie pracował jako krawiec. Domarkas został zesłany do guberni pskowskiej. Powrócił na Litwę w 1902 r. i do śmierci mieszkał w Židikai.
Po tych aresztowaniach stowarzyszenie zostało zlikwidowane, choć poszczególni członkowie kontynuowali działalność przemytniczą. Jurgis Bielinis z powodzeniem uniknął schwytania i zyskał reputację bohatera narodowego dzięki umiejętności przechytrzenia policji.
Juozas Sakalauskas odwiedził Garšviai wiosną 1896 roku. Policja, poinformowana przez sąsiada Škutasa, przybyła na miejsce, by przeprowadzić śledztwo. Sakalauskas uciekł, ale konie doprowadziły policję do domu podejrzanego w Viduklė. Został aresztowany i skazany na trzy lata zesłania do Mohylewa. Powrócił na Litwę w 1899 r. i kontynuował przemyt książek – nawet po zniesieniu zakazu wydawania litewskiej prasy w 1904 r. nadal handlował antyrządowymi tekstami rewolucyjnymi

### Skonfiskowane publikacje – podsumowanie
| Data                | Okoliczności                                                       | Książki    | Czasopisma | Grafiki | Razem | z tego antycarskie |
| ------------------- | ------------------------------------------------------------------ | ---------- | ---------- | ------- | ----- | ------------------ |
| 4 lutego 1894 r.    | Bielinis, Bružas, Ūdra zatrzymani na drodze niedaleko Raseiniai    | 2068 (ok.) | 2000 (ok.) |         | 4068  | 2000               |
| 14 kwietnia 1894 r. | Sąsiad Ūdry zgłosił się na policję z dwoma pakietami publikacji    | 468        | 130        |         | 598   | 130                |
| 7 czerwca 1894 r.   | Przeszukanie domu Ūdry w Garšviai                                  | 80         | 497        | 336     | 913   | 500                |
| 9 listopada 1894 r. | Przeszukanie domu Bružasa w Zaltriškiai                            | 1254       | 481        |         | 1735  | 959                |
| 6 kwietnia 1895 r.  | Pruska policja złapała Andriusa Bielinisa i przekazała go Rosjanom | 1278       | 1179       | 297     | 2754  | 1709               |
| 13 czerwca 1895 r.  | Ūdra zatrzymany na drodze z Anykščiai do Troškūnai                 | 1          |            | 166     | 167   | 1                  |
| 23 czerwca 1895 r.  | Przeszukanie domu Ūdry w Garšviai                                  | 7          |            | 803     | 810   | 1                  |
| Razem               | Razem                                                              | 5156       | 4287       | 1602    | 11045 | 5300               |

## Zobacz także
Litewscy kolporterzy książek
Pomnik nosiciela książek Pawła Matulewicza